# Digital Research
Digital Research, Inc. (en español: Investigación Digital) (DRI; originalmente Intergalactic Digital Research, que en español sería: Investigación Digital Intergaláctica) fue una compañía fundada por el Dr. Gary Kildall para comercializar y desarrollar su sistema operativo CP/M y otros productos. Esta fue la primera empresa de software en el mundo enfocada a los microordenadores. 
No debe confundirse Digital Research con Digital Equipment Corporation, no hay ninguna relación entre ambas. Su sede principal se encontraba en Pacific Grove, California.

## Historia
Los sistemas operativos de la compañía, comenzando por CP/M para los microordenadores 8080/Z80, fueron el estándar de facto de su momento, tal y como MS-DOS y MS Windows, así como los productos de la DRI incluido el CP/M original y sus varias versiones, DR-DOS, que fue una versión de CP/M compatible con MS-DOS, y MP/M, el CP/M multiusuario.

El logotipo original de Digital Research, utilizado desde 1974 hasta principios de la década de 1980

El primer sistema operativo de 16 bits fue CP/M-86, que fue finalmente desechado en favor del MS-DOS de Microsoft. Luego llegó CP/M Concurrente, una versión monousuario del MP/M-86 multitarea que proporcionaba "consolas virtuales" desde donde las aplicaciones podían iniciarse para ser ejecutadas de manera concurrente. Posteriores versiones de este sistema, que gradualmente daban soporte a aplicaciones MS-DOS y al sistema de archivos FAT, fueron llamadas DOS Concurrente, DOS Concurrente XM y DOS Multiusuario|DOS Concurrente 386.

Logotipo de Digital Research utilizado brevemente hacia el final de su existencia independiente, de marzo de 1990

Poco después de la aparición del Intel 80286, la DRI introdujo un sistema operativo radicalmente novedoso de tiempo real, inicialmente llamado DOS-286 y posteriormente Flex OS. Este sistema utilizaba la mayor capacidad de direccionamiento de memoria de la nueva CPU para proporcionar un entorno multitarea más flexible. Tenía un conjunto pequeño pero potente de APIs de sistema, cada una con su versión síncrona y asíncrona. También soportaba Pipes, y todos los recursos nombrados podían ser renombrados configurando variables de entorno. Este sistema tuvo una buena acogida en los puntos de venta y fue adoptado por el IBM 4690.
Digital Research fue comprada por Novell en 1991, principalmente para obtener acceso al mercado de los Sistemas Operativos.
La DRI produjo un conjunto de lenguajes de programación, compiladores e intérpretes para las plataformas soportadas por sus sistemas operativos, incluyendo C, Pascal, COBOL, Forth, PL/I, PL/M, BASIC, y Logo. También crearon una versión para microordenador del estándar gráfico GKS (relacionado con NAPLPS) llamado GSX, y más tarde usado como la base de su GUI GEM. Menos conocidos son sus programas de aplicación, limitados principalmente al DR-DRAW basado en GSX y un pequeño conjunto de programas GUI para GEM.

## CP/M-86 y DOS
Cuando el Ordenador Personal de IBM estaba siendo desarrollado, se solicitó a la DRI que proporcionara una versión de CP/M escrito para el microprocesador Intel 8086 como sistema operativo por defecto para el PC, como el que usaba el chip Intel 8088 ya que era compatible en código. La DRI, valoró negativamente la propuesta de la IBM debido a un acuerdo unidireccional y confidencial. Microsoft, que todavía estaba en sus primeras etapas, aprovechó esta oportunidad en 1981 para proporcionar su recién comprado sistema, QDOS de Seattle Computer Products, que posteriormente sería renombrado IBM PC DOS, al cual tendrían que añadir algún que otro software (como Basic) para el nuevo IBM PC.
La decisión de la IBM de proveer los dos sistemas al mismo tiempo con un precio 6 veces mayor en el caso de CP/M provocó que Microsoft se convirtiese en el líder de software en ese mercado. A mediados de 1982, Microsoft comercializó como MS-DOS para usarlo en ordenadores compatibles no-IBM. Esta historia se detalla en Computer Chronicles, y en los documentales de Robert X. Cringely para la PBS: Triumph of the Nerds y Nerds 2.0.1.
Digital Research desarrolló CP/M-86 como una alternativa a MS-DOS y estuvo disponible a través de IBM a comienzos de 1982. la DRI creó posteriormente un clon de MS-DOS con características avanzadas llamado DR-DOS, que presionó a Microsoft para realizar mejoras en su DOS. La competencia entre MS-DOS y DR-DOS es uno de los capítulos más controvertidos de la historia de los microordenadores. Microsoft ofreció las mejores condiciones de licencia a los fabricantes de ordenadores que se comprometieron a vender MS-DOS con cada procesador que distribuyeran, haciendo inviable para ellos ofrecer los dos sistemas. Esta práctica provocó que en 1994 el gobierno dirigiera un pleito antimonopolio contra Microsoft que lo excluyó de las licencias por procesador. DRI (y posteriormente su sucesor Caldera Systems) acusó a Microsoft de anunciar versiones vaporware de MS-DOS para bajar las ventas de DR-DOS. Microsoft rechazó soportar DR-DOS en Windows, en una distribución beta de Windows, donde incluyó un código que detectaba el DR-DOS y mostraba un mensaje de aviso. El sucesor de la DRI, Caldera Systems, reunió estas disputas en un pleito en 1996, pero el caso llegó a un acuerdo sin necesidad de juicio. Como condición del acuerdo, Microsoft pagó a Caldera 150 millones de dólares y Caldera destruyó todos los documentos que tenía en relación con el caso.